# Muammer Atalay
Muammer Atalay (* 12. März 1995 in Erzurum) ist ein türkischer Fußballspieler.

## Karriere
Atalay spielte für die Nachwuchsabteilung Büyükşehir Belediye Erzurumspors und erhielt 2014 hier einen Profivertrag. Bis zum Mai 2017 spielte er ausschließlich für die Reservemannschaft und gab in der Viertligapartie vom 10. Mai 2015 gegen Üsküdar Anadolu 1908 SK sein Profidebüt. In seiner zweiten Spielzeit bei den Profis erreichte er mit seinem Klub die Viertligameisterschaft und damit den Aufstieg in die TFF 2. Lig, der dritthöchsten türkischen Liga. Nach diesem Erfolg erhielt er keine weitere Vertragsverlängerung und wechselte anschließend in den Amateurbereich zu Serhat Ardahanspor. Hier spielte er eine Spielzeit lang und wurde zur Saison 2016/17 von BB Erzurumspor zurückgeholt. Nach seiner Rückkehr fristete er weiterhin ein Reservistendasein. Mit seinem Verein wurde er in der Zweitligasaison 2017/18 Play-off-Sieger der TFF 1. Lig und stieg mit ihm in die Süper Lig.

## Erfolge
- Play-off-Sieger der TFF 1. Lig und Aufstieg in die Süper Lig: 2017/18
- Meister der TFF 3. Lig und Aufstieg in die TFF 2. Lig: 2015/16